# دستینی (دی‌سی کامیکس)
دِستینی (به انگلیسی: Destiny) یک شخصیت خیالی در کتاب‌های کامیک آمریکایی منتشر شده توسط دی‌سی کامیکس است. این شخصیت توسط نویسنده مارو وولفمن و طراح برنی رایتسون خلق شده است که برای اولین بار در شمارهٔ ۱ از داستان‌های عجیب مرموز (ژوئیه-اوت ۱۹۷۲) حضور پیدا کرد. او همچنین یکی از هفت اِندلِس (بی‌پایان) و بزرگ‌ترین آن‌هاست، مخلوقاتی قدرتمند و غیرقابل ادراک در مجموعه کمیک سندمن اثر نیل گیمن به‌شمار می‌رود.
دستینی به عنوان تجسم سرنوشت در نظر گرفته می‌شود و همانند دیگر اعضای اندلس، نه مخلوقی فانی و نه خدا به‌شمار می‌رود. او به شکل فردی بلند قد، که دارای بالاپوش راهبان، و جامه‌ای بلند به رنگ‌های ارغوانی، خاکستری یا قهوه‌ای به تن دارد. او به‌طور کامل نابینا است و کتابی بزرگ شامل تمام وقایع گذشته، حال و آینده با خود حمل می‌کند که به مچ دست راستش زنجیر شده است. دستینی نه ردپایی از خود بر جای می‌گذارد و نه سایه دارد. او همچنین تنها عضو اندلس است که توسط نیل گیمن خلق نشده است. قلمرو فرمانروایی دستینی باغی پر پیچ‌وخم است که از طریق تمامی راه‌های هزارتو قابل دسترس است. او حتی در سخت‌ترین شرایط همیشه آرام، جدی و افسرده است.